# أميرة أبو الحسن
أميرة أبو الحسن (مواليد 1959 في القامشلي، سوريا) هي شاعرة وكاتبة سورية. نشرت عدة مجموعات شعرية، وتعد واحدة من أبرز الشاعرات السوريات. ترجمت بعض أعمالها إلى الإنجليزية ونشرت في مجلة بانيبال. صدر لها في الشعر: «بين سهو ونسيان» و«حالات» و«احتفاء بشيء ما»، بالإضافة إلى ديوان مشترَك مع الشاعرة البحرينية إيمان أسيري بعنوان «بين بحر وبحر».

## مؤلفاتها

### الدواوين الشعرية
- بين سهو ونسيان
- حالات
- احتفاءّ بشيءْ ما
- بين بحر وبحر، مع إيمان أسيري

### الكتب
| م | العمل                   | عام الإصدار | الناشر      | عدد الصفحات | رقم تعريفي | مراجع       |
| - | ----------------------- | ----------- | ----------- | ----------- | ---------- | ----------- |
| 1 | رجل أضاع النوم في سريري | 2011        | دار الغاوون | 63          |            | [ 7 ] [ 8 ] |
| 2 | أرجوكم لا تقلقوا نومي   | 2013        | دار الغاوون | 76          |            | [ 9 ]       |